# Гастрохилюс красивый
Гастрохилюс красивый (лат. Gastrochilus bellinus) — эпифитное травянистое растение, вид семейства Орхидные.

## Этимология
Вид не имеет устоявшегося русского названия, в русскоязычных источниках чаще используется научное название Gastrochilus bellinus.
Тайское название — Suea Dam, Ueang Tin Tao.

## История описания
Впервые вид описал Heinrich Gustav Reichenbach (1824—1889) по коллекции Boxall из Бирмы. Повторно описан D. Don в 1825 и окончательно Friedrich Richard Rudolf Schlechter (1872—1925) в 1913.

## Синонимы
По данным Королевских ботанических садов в Кью:
- Saccolabium bellinum Rchb.f. (1884) basionym

## Ареал, экологические особенности
Мьянма, Таиланд, Китай, Лаос.
Густые леса на возвышенностях 600—1700 м над уровнем моря.
Цветение (в Таиланде): январь-март.

## Биологическое описание

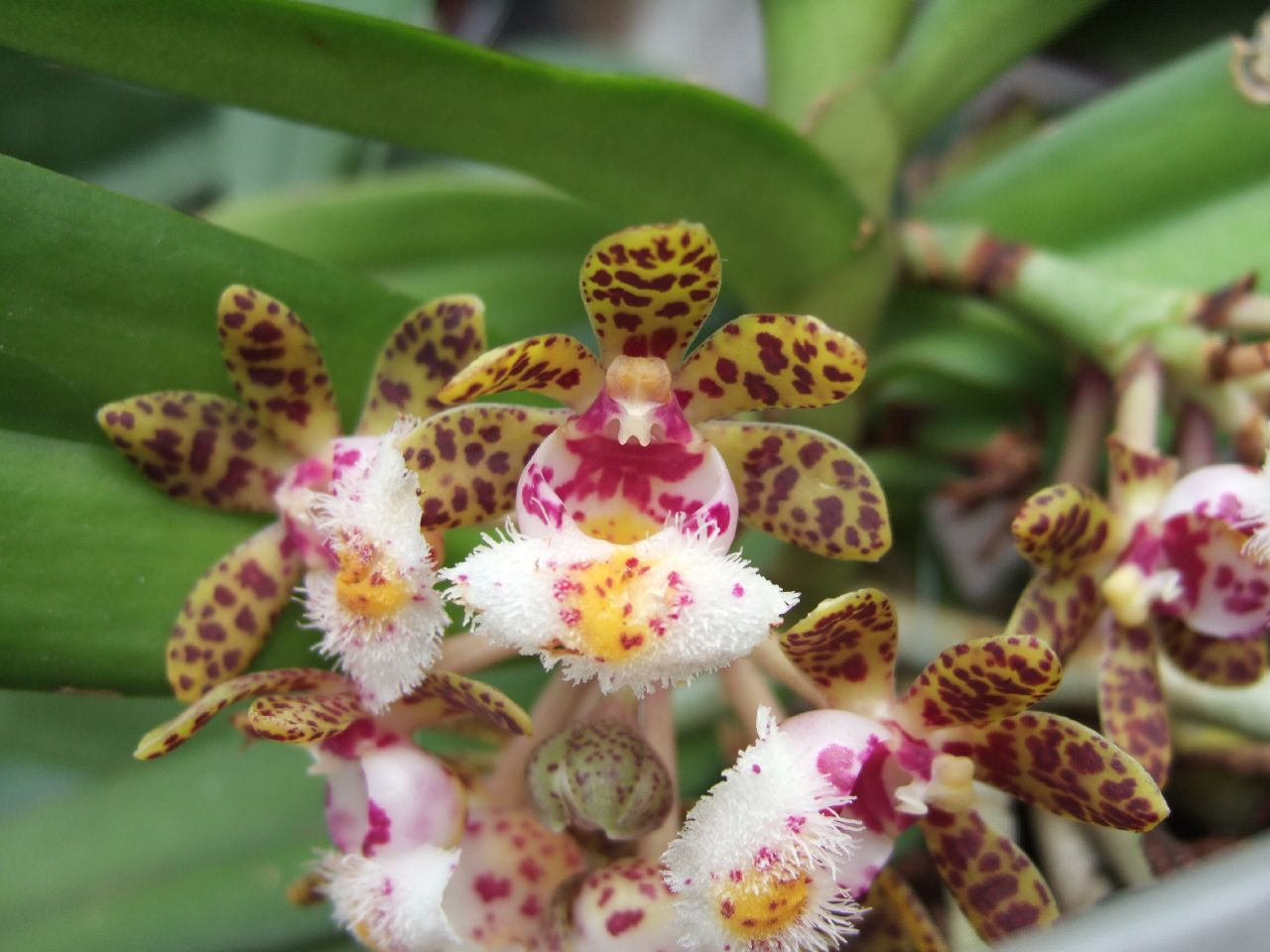

Миниатюрные моноподиальные растения.
Побег укороченный, до 10 см длиной с 6-8 листьями.
Листья узко-ланцетные, до 15-30 см длиной, 2 см шириной, кожистые.
Цветонос короткий, расположен у основания листьев, с 2-7 ароматными, долгоживущими цветками 2,2-3 см в диаметре.
Чашелистики и лепестки желтовато-зелёные с пурпурными или коричневыми крапинками; губа бугорчатая, с сильно бахромчатым краем, белая с пурпурными крапинками и жёлтым диском в центре.
В природе цветёт в конце зимы — начале весны. Продолжительность цветения до 3-х недель.

## В культуре
Растение нуждается в хорошем освещении круглый год и обильном поливе в период роста. Наиболее предпочтительна посадка на блок. Температурная группа — умеренная, тёплая.
Условия содержания: зимняя ночная температура 12-15 °C; освещённость 15-30 клк; относительная влажность воздуха 50-80 %; период покоя слабо выражен, поэтому поливают круглый год, зимой несколько реже.